# Hylaia reissi
Hylaia reissi es una especie de coleóptero de la familia Endomychidae.

## Distribución geográfica
Habita en los Balcanes.